# Grand Prix Bahrajnu 2019
Grand Prix Bahrajnu 2019 (oficiálně Formula 1 2019 Gulf Air Bahrain Grand Prix) se jela na okruhu Bahrain International Circuit nedaleko města Sachír v Bahrajnu dne 31. března 2019. Závod byl druhým v pořadí v sezóně 2019 šampionátu Formule 1.

## Kvalifikace
| Poř.                        | No. | Jezdec             | Konstruktér               | Časy v kvalifikaci | Časy v kvalifikaci | Časy v kvalifikaci | Pořadí na startu |
| Poř.                        | No. | Jezdec             | Konstruktér               | Q1                 | Q2                 | Q3                 | Pořadí na startu |
| --------------------------- | --- | ------------------ | ------------------------- | ------------------ | ------------------ | ------------------ | ---------------- |
| 1                           | 16  | Charles Leclerc    | Ferrari                   | 1:28.495           | 1:28.046           | 1:27.866           | 1                |
| 2                           | 5   | Sebastian Vettel   | Ferrari                   | 1:28.733           | 1:28.356           | 1:28.160           | 2                |
| 3                           | 44  | Lewis Hamilton     | Mercedes                  | 1:29.262           | 1:28.578           | 1:28.190           | 3                |
| 4                           | 77  | Valtteri Bottas    | Mercedes                  | 1:29.498           | 1:28.830           | 1:28.256           | 4                |
| 5                           | 33  | Max Verstappen     | Red Bull Racing-Honda     | 1:29.579           | 1:29.109           | 1:28.752           | 5                |
| 6                           | 20  | Kevin Magnussen    | Haas-Ferrari              | 1:29.532           | 1:29.017           | 1:28.757           | 6                |
| 7                           | 55  | Carlos Sainz Jr.   | McLaren-Renault           | 1:29.528           | 1:29.055           | 1:28.813           | 7                |
| 8                           | 8   | Romain Grosjean    | Haas-Ferrari              | 1:29.688           | 1:29.249           | 1:29.015           | 11               |
| 9                           | 7   | Kimi Räikkönen     | Alfa Romeo Racing-Ferrari | 1:29.959           | 1:29.471           | 1:29.022           | 8                |
| 10                          | 4   | Lando Norris       | McLaren-Renault           | 1:29.381           | 1:29.258           | 1:29.043           | 9                |
| 11                          | 3   | Daniel Ricciardo   | Renault                   | 1:29.859           | 1:29.488           |                    | 10               |
| 12                          | 23  | Alexander Albon    | Scuderia Toro Rosso-Honda | 1:29.514           | 1:29.513           |                    | 12               |
| 13                          | 10  | Pierre Gasly       | Red Bull Racing-Honda     | 1:29.900           | 1:29.526           |                    | 13               |
| 14                          | 11  | Sergio Pérez       | Racing Point-BWT Mercedes | 1:29.893           | 1:29.756           |                    | 14               |
| 15                          | 26  | Daniil Kvjat       | Scuderia Toro Rosso-Honda | 1:29.876           | 1:29.854           |                    | 15               |
| 16                          | 99  | Antonio Giovinazzi | Alfa Romeo Racing-Ferrari | 1:30.026           |                    |                    | 16               |
| 17                          | 27  | Nico Hülkenberg    | Renault                   | 1:30.034           |                    |                    | 17               |
| 18                          | 18  | Lance Stroll       | Racing Point-BWT Mercedes | 1:30.217           |                    |                    | 18               |
| 19                          | 63  | George Russell     | Williams-Mercedes         | 1:31.759           |                    |                    | 19               |
| 20                          | 88  | Robert Kubica      | Williams-Mercedes         | 1:31.799           |                    |                    | 20               |
| 107% času vítěze:: 1:34.689 |     |                    |                           |                    |                    |                    |                  |
| Zdroj:                      |     |                    |                           |                    |                    |                    |                  |

Poznámky
1. ↑  Romain Grosjean obdržel penalizaci v podobě 3 míst za zdržování Lando Norris v kvalifikaci

## Závod
| Poř.                                                             | No. | Jezdec             | Konstruktér               | Počet kol | Čas/Odstoupení      | Pořadí na startu | Body |
| ---------------------------------------------------------------- | --- | ------------------ | ------------------------- | --------- | ------------------- | ---------------- | ---- |
| 1                                                                | 44  | Lewis Hamilton     | Mercedes                  | 57        | 1:34:21.295         | 3                | 25   |
| 2                                                                | 77  | Valtteri Bottas    | Mercedes                  | 57        | +2.980              | 4                | 18   |
| 3                                                                | 16  | Charles Leclerc    | Ferrari                   | 57        | +6.131              | 1                | 16   |
| 4                                                                | 33  | Max Verstappen     | Red Bull Racing-Honda     | 57        | +6.408              | 5                | 12   |
| 5                                                                | 5   | Sebastian Vettel   | Ferrari                   | 57        | +36.068             | 2                | 10   |
| 6                                                                | 4   | Lando Norris       | McLaren-Renault           | 57        | +45.754             | 10               | 8    |
| 7                                                                | 7   | Kimi Räikkönen     | Alfa Romeo Racing-Ferrari | 57        | +47.470             | 8                | 6    |
| 8                                                                | 10  | Pierre Gasly       | Red Bull Racing-Honda     | 57        | +58.094             | 13               | 4    |
| 9                                                                | 23  | Alexander Albon    | Scuderia Toro Rosso-Honda | 57        | +62.697             | 12               | 2    |
| 10                                                               | 11  | Sergio Pérez       | Racing Point-BWT Mercedes | 57        | +63.696             | 14               | 1    |
| 11                                                               | 99  | Antonio Giovinazzi | Alfa Romeo Racing-Ferrari | 57        | +64.599             | 16               |      |
| 12                                                               | 26  | Daniil Kvjat       | Scuderia Toro Rosso-Honda | 56        | +1 kolo             | 15               |      |
| 13                                                               | 20  | Kevin Magnussen    | Haas-Ferrari              | 56        | +1 kolo             | 6                |      |
| 14                                                               | 18  | Lance Stroll       | Racing Point-BWT Mercedes | 56        | +1 kolo             | 18               |      |
| 15                                                               | 63  | George Russell     | Williams-Mercedes         | 56        | +1 lkolo            | 19               |      |
| 16                                                               | 88  | Robert Kubica      | Williams-Mercedes         | 55        | +2 kola             | 20               |      |
| 17                                                               | 27  | Nico Hülkenberg    | Renault                   | 53        | Převodovka          | 17               |      |
| 18                                                               | 3   | Daniel Ricciardo   | Renault                   | 53        | Ztráta výkonu       | 10               |      |
| 19                                                               | 55  | Carlos Sainz Jr.   | McLaren-Renault           | 53        | Převodovka          | 7                |      |
| 20                                                               | 8   | Romain Grosjean    | Haas-Ferrari              | 16        | Poškození po kolizi | 11               |      |
| Nejrychlejší kolo:Charles Leclerc (Ferrari) 1:33.411 (v kole 38) |     |                    |                           |           |                     |                  |      |
| Zdroj:                                                           |     |                    |                           |           |                     |                  |      |

Poznámky
1. ↑  Charles Leclerc získal jeden bod za zajetí nejrychlejšího kola.
2. 1 2 3  Nico Hülkenberg, Daniel Ricciardo a Carlos Sainz Jr. odstoupili ze závodu, ale byli klasifikováni, protože odjeli více než 90 % délky závodu.

## Průběžné pořadí po závodě
Pohár jezdců
|        | Pořadí | Jezdec           | Body |
| ------ | ------ | ---------------- | ---- |
|        | 1      | Valtteri Bottas  | 44   |
|        | 2      | Lewis Hamilton   | 43   |
|        | 3      | Max Verstappen   | 27   |
| 1      | 4      | Charles Leclerc  | 26   |
| 1      | 5      | Sebastian Vettel | 22   |
| Zdroj: |        |                  |      |

Pohár konstruktérů
|        | Pořadí | Konstruktér               | Body |
| ------ | ------ | ------------------------- | ---- |
|        | 1      | Mercedes                  | 87   |
|        | 2      | Ferrari                   | 48   |
|        | 3      | Red Bull Racing-Honda     | 31   |
| 1      | 4      | Alfa Romeo Racing-Ferrari | 10   |
| 1      | 5      | McLaren-Renault           | 8    |
| Zdroj: |        |                           |      |